# Lijst van burgemeesters van Capelle aan den IJssel
Dit is een lijst van burgemeesters van de Nederlandse gemeente Capelle aan den IJssel in de provincie Zuid-Holland.
| Ambtsperiode | Naam burgemeester              | Partij of stroming | Bijzonderheden                 |
| ------------ | ------------------------------ | ------------------ | ------------------------------ |
| 1811 - 1849  | Dirk Kleij                     |                    |                                |
| 1849 - 1852  | Dirk Cornelis Kleij            |                    |                                |
| 1852 - 1868  | Otto Hogendijk                 |                    |                                |
| 1869 - 1876  | J.E. Voogt                     |                    |                                |
| 1876 -1883   | M.W. Schalij                   |                    |                                |
| 1883 - 1892  | jhr. Cornelius van Berensteijn |                    | was burgemeester van Zuidbroek |
| 1892 - 1918  | Dirk Bakker                    |                    |                                |
| 1919 - 1947  | Johannis Verloop               |                    |                                |
| 1948 - 1974  | Jacob van Dijk                 |                    |                                |
| 1975 - 1988  | Luigi van Leeuwen              | VVD                |                                |
| 1989 - 1998  | Jan Verbree                    | CDA                |                                |
| 1998 - 2010  | Joke van Doorne                | PvdA               |                                |
| 2010 - 2016  | Frank Koen                     | CDA                |                                |
| 2016 - 2023  | Peter Oskam                    | CDA                | [ 1 ]                          |
| 2023 - 2024  | Cor Lamers                     | CDA                | waarnemend                     |
| 2024 -       | Joost Manusama                 | VVD                | [ 3 ]                          |